# Macchia d’Isernia
Macchia d’Isernia község (comune) Olaszország Molise régiójában, Isernia megyében.

## Fekvése
A megye központi részén fekszik. Határai: Colli a Volturno, Fornelli, Isernia, Monteroduni és Sant’Agapito.

## Története
A település a középkorban Macchia Saracena vagy Macla Saracena néven volt ismert, ami arra utalhat, hogy a települést a vidéken portyázó szaracénok fosztogatásai elől menekülő lakosok alapították. Első írásos említése 1269-ből származik. A 19. század elején nyerte el önállóságát, amikor a Nápolyi Királyságban felszámolták a feudalizmust. 1816 és 1819 valamint a fasizmus idején Isernia része volt.

## Népessége
A népesség számának alakulása:

## Főbb látnivalói
- Santa Maria di Loreto-templom
- San Nicola di Bari-templom